# Jason Rebello
Jason Rebello (ur. 29 marca 1969 w Wielkiej Brytanii) – brytyjski pianista jazzowy, producent muzyczny.
Naukę gry na fortepianie rozpoczął w wieku 9 lat. W wieku 16 lat, gdy pierwszy raz usłyszał Herbiego Hancocka, zaczął uczyć się jazzu.
Wyróżniony nagrodą Most Promising Newcomer of the Year 1988 magazynu Wire. Zdobył wiele prestiżowych nagród, m.in. nagrodę Pata Smythe’a oraz The Perrier British Jazz Awards.
W 1990 wydał swoją pierwszą solową płytę – A Clearer View, której producentem był Wayne Shorter. Następnymi płytami Jasona były Keeping Time (1993) oraz Make It Real (1994). Po krótkim pobycie w klasztorze buddyjskim, nagrał płytę Last Dance (1995).
Oprócz prowadzenia swojego trio, współpracował z takimi artystami, jak Wayne Shorter, Art Blakey, James Moody, Gary Burton, Branford Marsalis, Jeff Beck, Chaka Khan czy też Des’ree. Brał udział również w koncertach muzyki poważnej (występy z Nice Symphony Orchestra i Hall Orchestra w 1995).
Jason został poproszony przez Stinga, aby dołączył do jego zespołu po przedwczesnej śmierci poprzedniego pianisty Stinga (Kenny Kirkland) w 1998 r. Na wydanym w 2003 roku DVD Inside the songs of Sacred Love, Sting opowiada, że to Kenny „wybrał” Jasona, mówiąc: He is the only cat in England I listen to (ang.: To jest jedyny chłopak w Anglii, którego słucham).
Jason rozpoczął współpracę ze Stingiem przy płycie Brand New Day. Po jej wydaniu spędził 2 lata na trasie promującej album. W noc 11 września 2001 roku Jason był jednym z muzyków, nagrywających …All This Time – koncertowe DVD i CD, nagrane u Stinga w domu, w Toskanii (w środkowych Włoszech). W 2003 roku Jason nagrał płytę Sacred Love Stinga, a trasa koncertowa promująca ten album, zakończyła się po 18 miesiącach.
Innymi solowymi płytami Jasona były Next Time Round (wydana w 1999), Tears (duet Jasona Rebello i wokalistki Joy Rose, śpiewającej obecnie z Incognito) oraz Jazz Rainbow (nagrana w trio, z aranżacjami tematów dziecięcych filmów, takich jak Scooby Doo, Harry Potter czy Teletubisie).

## Dyskografia
- 1990 A Clearer View
- 1993 Keeping Time
- 1994 Make It Real
- 1995 Last Dance
- 1999 Next Time Round
- 1999 Brand New Day (Sting)
- 2001 …All This Time (Sting)
- 2003 Sacred Love (Sting)
- 2003 Inside The Songs Of Sacred Love (Sting) – DVD
- Tears (z Joy Rose)
- Jazz Rainbow